# Zwierz
Zwierz este o localitate din comuna Człopa, powiatul Wałcz, voievodatul Pomerania Occidentală, Republica Polonia.